# گونتسبورگ
شهر گونتسبورگ در ایالت بایرن در کشور آلمان واقع شده‌است.

## نگارخانه

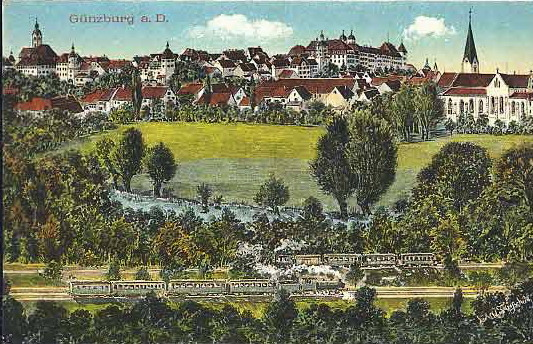
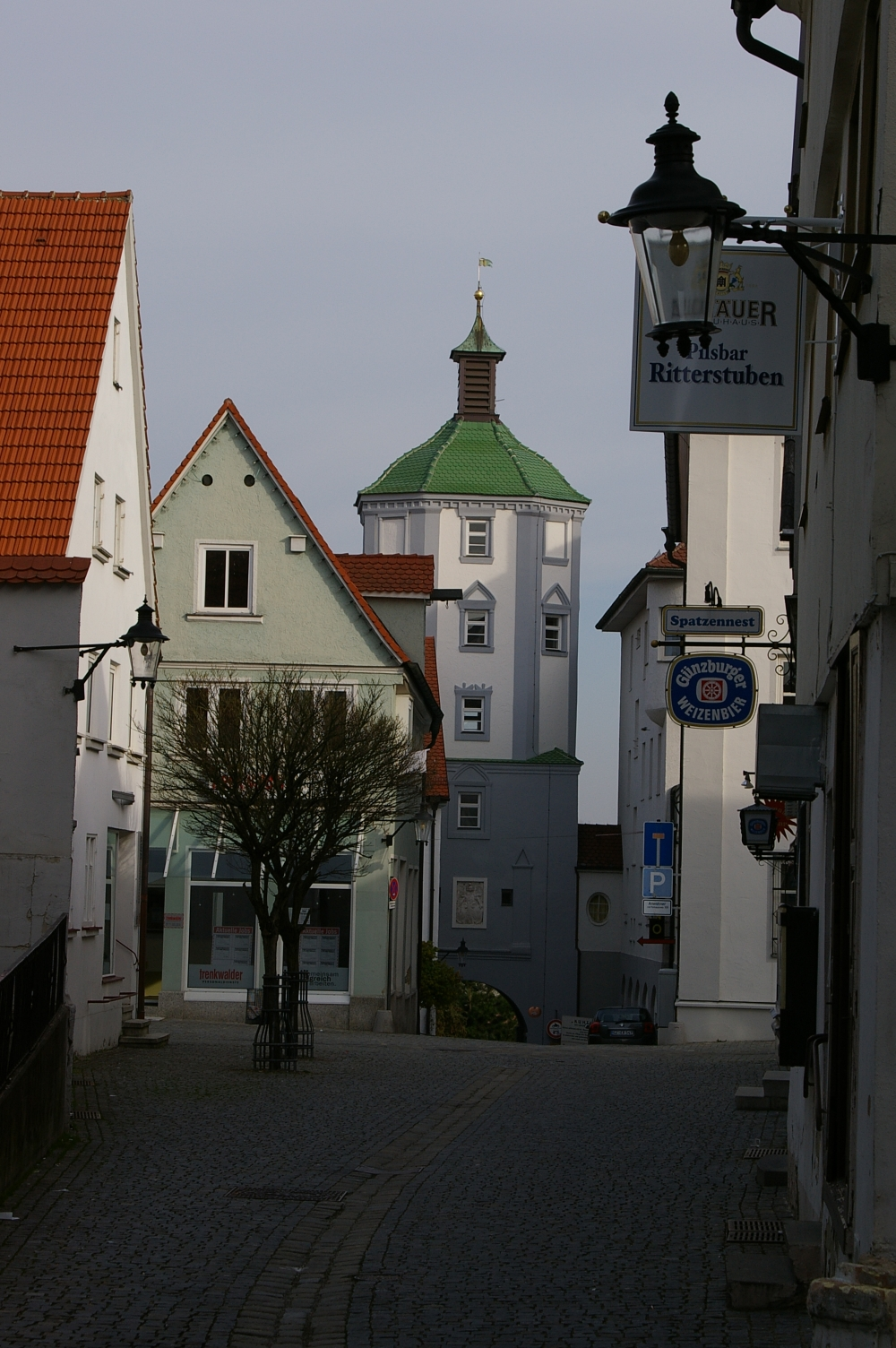
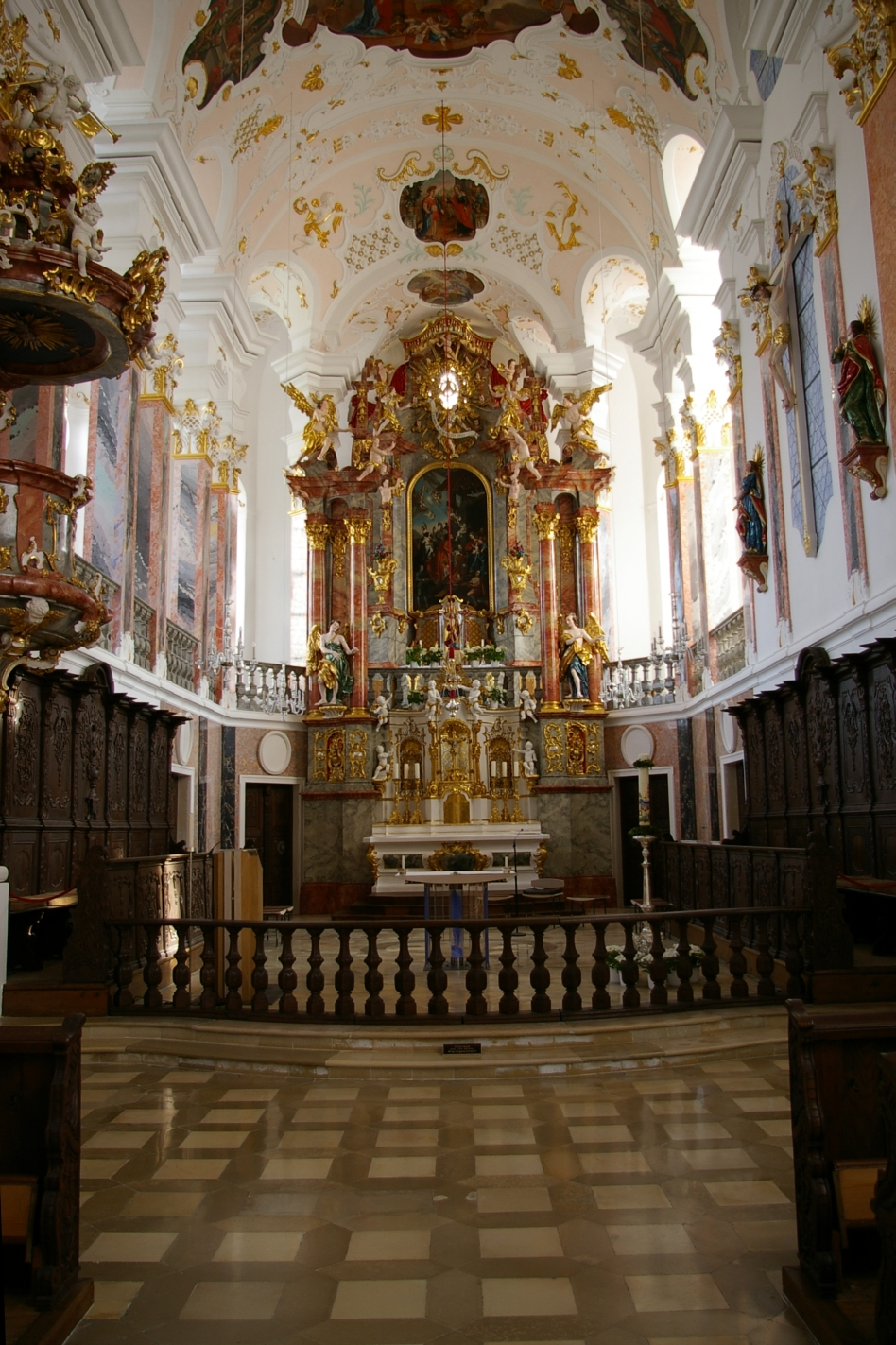
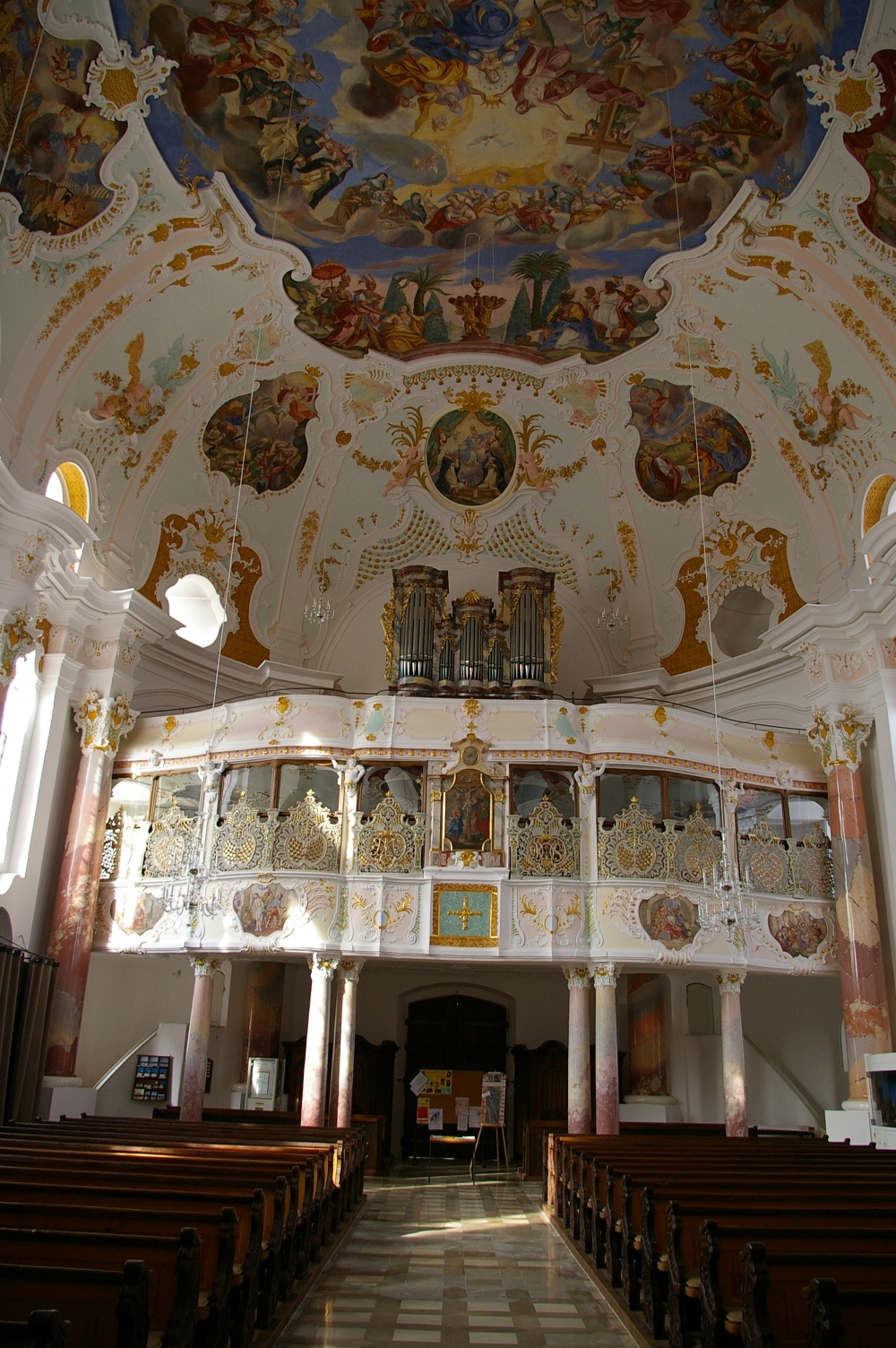